# 羅拉·費琪
羅拉·費琪 （荷蘭語：Laura Fygi，1955年8月27日—），荷蘭爵士樂女歌手。父親为飛利浦電器工人，母親是來自埃及的肚皮舞娘。
1991年，羅拉·費琪推出她首張個人唱片《Introducing》，立刻成為一位被認同的新派爵士女歌手。

## 外部連結
- 羅拉·費琪的官方網頁 （页面存档备份，存于）